# Paramahansa Jógánanda
Paramahansa Jógánanda, bengálsky পরমহংস যোগানন্দ, rodným jménem Mukunda Lál Ghoš, bengálsky মুকুন্দলাল ঘোষ (5. ledna 1893 Górakhpur – 7. března 1952 Los Angeles) byl indický mnich, filozof, jogín a guru, jenž zpřístupnil učení meditace a jógy (obzvlášť tzv. Krija jógy) milionům lidí na Západě, především ve Spojených státech, kde žil 32 let až do své smrti v roce 1952. Jeho učení dodnes šíří organizace Self-Realization Fellowship (SRF), kterou založil v roce 1920 v USA, a Yogoda Satsanga Society (YSS), kterou založil v roce 1917 v Indii. Coby přední žák bengálského duchovního mistra Šrí Juktéšvara Giri (podle jiných zdrojů i svámího Vivékánandy) byl svou linií guruů vyslán šířit učení jógy na Západě, s misí ukázat jednotu mezi východními a západními náboženstvími a nutnost rovnováhy mezi západním materiálním růstem a indickou spiritualitou. Jeho dlouhodobý vliv na americké jógové hnutí je natolik výrazný, že je některými odborníky považován za „otce jógy na Západě“.
Paramahansa Jógánanda byl prvním významným indickým duchovním učitelem, který se usadil v Americe, a také vůbec prvním prominentním Indem pozvaným kdy do Bílého domu (prezidentem Calvinem Coolidgem v roce 1927). Deník Los Angeles Times jej označil za „prvního superstar-gurua 20. století“. Svou misi na Západě zahájil v roce 1920 v americkém Bostonu, odkud se vydal na úspěšné několikaleté přednáškové turné napříč Spojenými státy. V roce 1925 se natrvalo usadil v Los Angeles. Založil tam vlastní monastický řád, osobně vedl své žáky, a vyjížděl odtud učit a přednášet. V Kalifornii vybudoval pro svou organizaci několik center, kde postupně zasvětil tisíce lidí do Krija jógy. Stal se velmi populárním a jeho vliv se začal šířit do celého světa. Během své návštěvy Indie ve 30. letech 20. stol. zasvětil do Krija jógy i Mahátmu Gándhího. V roce 1952 již měl Self-Realization Fellowship více než 100 center v Indii i ve Spojených státech; v současnosti jich je po celém světě přes 500. Principy, jež Jógánanda razil pod heslem „žít prostě, myslet vysoce“ („plain living and high thinking“), přitáhly mezi jeho následovníky lidi z nejrůznějších prostředí.
Napsal a v roce 1946 vydal autobiografickou knihu Životopis jogína (Autobiography of a Yogi), které se dostalo širokého uznání z řad literárních odborníků a dosáhla velkolepého komerčního úspěchu – od jejího prvního vydání se prodalo více než čtyři miliony výtisků a HarperCollins Publishers ji zařadil mezi „100 nejlepších duchovních knih 20. století“. Byla přeložena do více než padesáti jazyků (do češtiny ji přeložil Dušan Zbavitel) a neustále vycházejí nová vydání. Podle některých autorů jde o knihu, jež „změnila životy milionům lidí“. Silně ovlivnila i bývalého šéfa firmy Apple, Steva Jobse, jenž nechal 500 jejích výtisků rozdat na svém pohřbu.
O Jógánandovi byl v roce 2014 natočen dokumentární film s názvem Awake: The Life of Yogananda (Probuď se: Život Jógánandy), který získal řadu ocenění na filmových festivalech. Paramahansa Jógánanda se stal jednou z ústředních osobností západní spirituality a zanechal živoucí odkaz, jenž oslovuje dodnes lidi po celém světě. Americký publicista a spisovatel Philip Goldberg o něm napsal, že „tento nejznámější a nejoblíbenější indický duchovní učitel, jaký kdy přišel na Západ… ukázal, díky síle svého charakteru a talentu předávat odvěkou moudrost, milionům lidí cestu k překonání překážek osvobození duše.“